# Bita (woreda)
Pour les articles homonymes, voir Bita.
Bita est un woreda de la zone Keffa de la région Éthiopie du Sud-Ouest. Ce district a 74 577 habitants en 2007. Son centre administratif est Bita Genet.
Bita Genet se situe dans le sud du district sur la route Tepi-Shishinda, environ 70 km à l'ouest de la capitale régionale Bonga,.
Le district est bordé à l'ouest par la zone Sheka, au nord par Gesha, au nord-est par Gewata, à l'est par Chena et au sud par la zone Bench Sheko.
D'après le recensement national de 2007, le district compte 74 577 habitants dont 4 % de citadins qui sont les 2 746 habitants de Bita Genet.
Environ 44 % des habitants sont protestants, 44 % sont orthodoxes, 7 % sont musulmans et 4 % sont de religions traditionnelles africaines.
En 2022, sa population est estimée à 100 830 personnes avec une densité de population de 93 personnes par km2 et 1 089 km2 de superficie.